# Йоав Бен-Цур
Йоав Бен-Цур (івр. יואב בן צור‎‎; нар. 11 червня 1958, Кфар-Сава) — ізраїльський політичний діяч, депутат Кнесету від партії ШАС, рабин. Після звільнення Ар'є Дері, Бен-Цур виконував обов'язки міністра охорони здоров'я Ізраїлю у період із січня по квітень 2023 року.